# Miracolo a tutto campo
Miracolo a tutto campo (Full-Court Miracle) è un film per la televisione la cui première è avvenuta negli Stati Uniti il 23 novembre 2003. È ispirato alla vera storia della star del basket Lamont Carr dell'Università della Virginia. Il personaggio principale Alex Schlotsky è ispirato dalla vera storia di Alex Barbag Chaderlengab